# Витолс, Язепс
Я́зепс Ви́толс (латыш. Jāzeps Vītols, в Российской империи Иосиф Иванович Витоль, в документах советского периода также Витол; 26 июля 1863, Вольмар — 24 апреля 1948, Любек) — латвийский композитор, критик и музыкальный педагог.

## Биография
Сын учителя. Окончил реальное училище в Митаве, одновременно занимаясь музыкой под руководством ведущего городского музыкального педагога Карла Раппа.
Учился в Санкт-Петербургской консерватории. Этому учебному заведению он посвятил 38 лет — как студент и затем как педагог. Окончив консерваторию в 1886 году, стал вести в ней класс композиции (в 1901—1918 годах — профессор). Среди учеников Витолса — С. С. Прокофьев и Н. Я. Мясковский. Витолс был близким другом А. К. Глазунова и А. К. Лядова, принимал участие в «Беляевских пятницах» — творческих собраниях композиторов, проводившихся на квартире издателя и мецената Митрофана Беляева. Именно в издательстве Беляева было напечатано большинство произведений Витолса этого периода (опубликованы под именем Йозеф Витол).
В 1897—1914 годах Витолс выступал как музыкальный критик в печатных изданиях Петербурга, в частности в 1897—1914 годах являлся штатным музыкальным критиком в петербургской немецкой газете St. Petersburger Zeitung. Его рецензии, критические статьи в советское время на русском языке изданы отдельным сборником.
После революции 1917 года он вернулся в Латвию, где стал одним из виднейших представителей музыкальной культуры.
В 1918 году Витолс возглавил Латвийскую национальную оперу, год спустя основал Латвийскую консерваторию, в которой занимал пост профессора композиции и ректора (до 1944 с перерывом в 1935—1937). В его классе обучались практически все известные впоследствии латвийские авторы музыки, в частности, Янис Иванов, Адольф Скулте, Маргер Зариньш, Янис Кепитис, Арвид Жилинскис, Макс Гольдин, жившие в эмиграции Вольфганг Дарзиньш, Таливалдис Кениньш, а также известный музыковед Лия Красинская и некоторые литовские композиторы.
Один из подписантов Меморандума Центрального Совета Латвии от 17 марта 1944 года. В 1944 году, когда в Латвию вошли советские войска, Витолс эмигрировал в Германию, где в 1946—1947 гг. преподавал в Детмольдской высшей школе музыки.
Умер Витолс 24 апреля 1948 года в больнице г. Любека. В 1993 году его прах был перевезен из Любека и перезахоронен 27 июня на Лесном кладбище Риги.

## Память

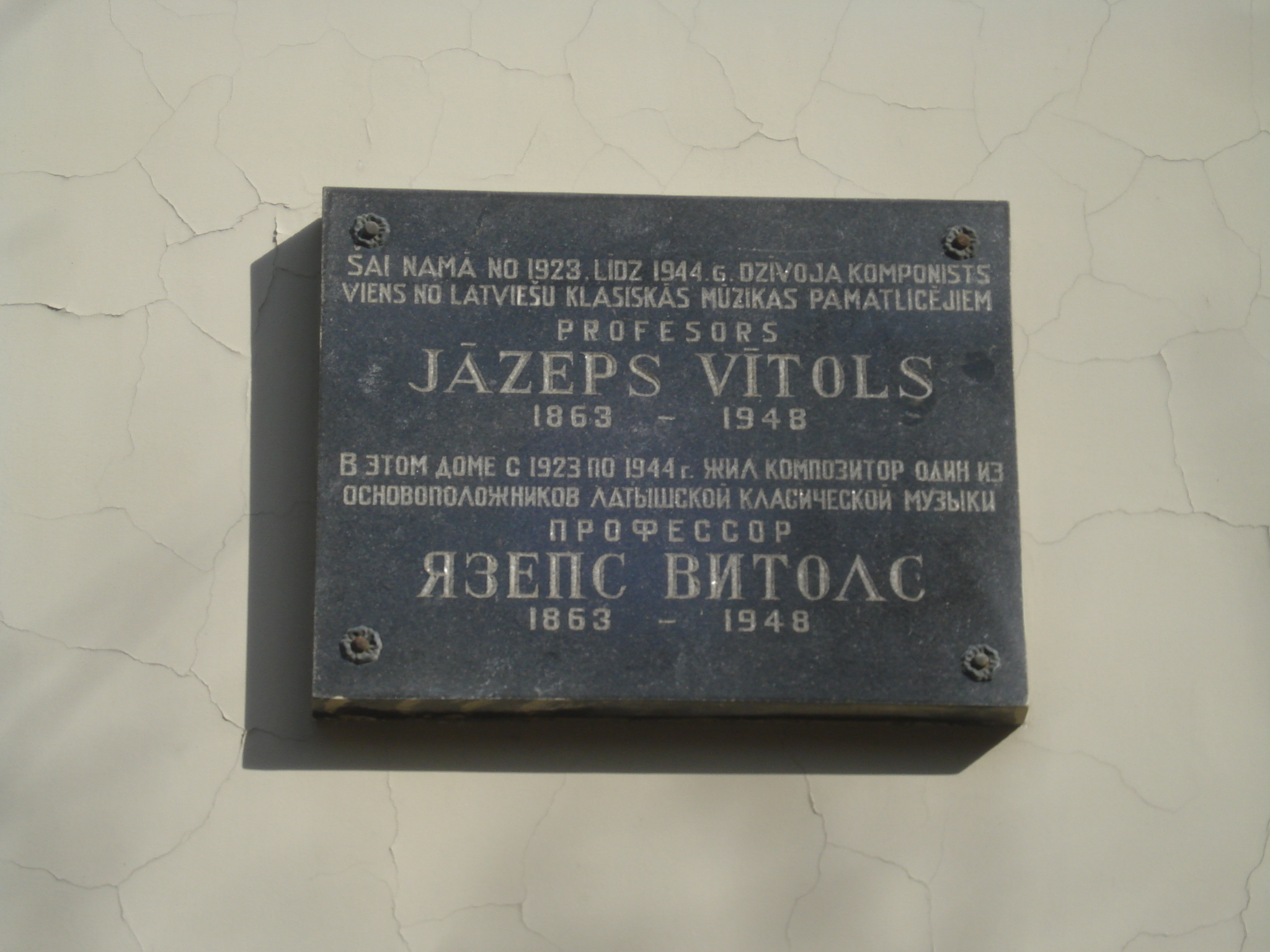
Мемориальная доска в Риге (ул. Гертрудес, 3), в этом доме Язепс Витолс жил в 1922—1944 годах

- В 1958 году имя Витолса было присвоено Государственной консерватории Латвийской ССР (ныне — Латвийская музыкальная академия). На втором этаже бережно сохраняется мемориальный класс-кабинет Витолса.

- В латвийском местечке Гауйиена сохранилась усадьба, в которой композитор проводил летние месяцы. Сейчас в ней расположился мемориальный музей «Анниняс» («Anniņas»)[1].

- В современной Латвии проводятся международные исполнительские конкурсы им. Я. Витолса.

Мемориальная доска в Петербурге. Гороховая улица

- В Санкт-Петербурге на доме 56 по Гороховой улице, где композитор проживал в 1895—1918 годах[2], в 1968 году была установлена мемориальная доска (скульптор С. М. Кедис).

- В Петербургской консерватории им. Н. А. Римского-Корсакова в 2011 году у класса, в котором многие годы преподавал Витолс, установлена мемориальная доска.

## Основные сочинения
Витолс — автор первых латвийских сочинений в жанре симфонии (1888), фортепианной сонаты (1885), струнного квартета (1899). Его стиль отмечен ясностью формы и хорошей оркестровкой. Синтезировав влияния европейской и русской музыки конца XIX века, композитор также использовал в своих сочинениях элементы латышского музыкального фольклора.
Оркестровые произведения
- Симфония e-moll (1888)
- «Драматическая увертюра» (1896)
- Семь народных латышских песен (1903)
- «Осенняя песнь» (1928)
- «Латышская деревенская серенада» (1935)

Камерные произведения
- Два струнных квартета (1885, 1899)
- Романс для скрипки и фортепиано (1894)
- Фантазия на латышские темы для скрипки и фортепиано (1910)
- Вариации на русскую тему (вариация № 6 в коллективном сочинении)[3]

Фортепиано
- Соната (1885)
- Вариации на латышскую тему (1891)
- Вальс-каприс (1897)
- Десять народных латышских песен (1901)
- «Песня волн» (Viļņu dziesma; 1909)
- «Кармина» (1921)
- Сонатина (1926)
- другие сочинения

Вокальные произведения
- Более ста сочинений для хора без сопровождения, в том числе «Замок света» (Gaismas pils; 1899), «Королевская дочь» (Karalmeita; 1903), «Давид и Саул» (Dāvids Zaula priekšā; 1928) и др.
- Кантаты для хора и оркестра, в том числе «Беверинский бард» (1891)
- Песни и романсы для голоса и фортепиано

Музыковедческая литература
- Анатолий Константинович Лядов: жизнь, творчество, эпоха (один из разделов сборника, включающего также очерк В. Г. Вальтера и воспоминания С. М. Городецкого) (1916)[4]

## Награды
- Орден Трёх звёзд II степени (1927)
- Орден Трёх звёзд III степени (1926)
- Крест Признания I степени № 18 (16 ноября 1938)[5]